# Coss
Coss, eigentlich Conrad Schulze (* 1987) ist ein deutscher Musiker und Musikproduzent, der seine Tonträger in der Vergangenheit unter anderem über die Labels More Or Less, Haseland Magnetschallplatten, IRR, Groove On, dantze veröffentlichte.

## Leben
Coss begann seine musikalische Laufbahn als Gitarrist, Bassist und Songwriter in verschiedenen Bandprojekten. Ausgangspunkt seiner eigenen Produktionen waren erste Berührungen mit elektronischer Musik von Moodymann, Theo Parrish und Trickski.
Er lebt und arbeitet seit 2005 in Berlin. Nach ersten eigenen Veröffentlichungen und Remixen für Künstler wie Joshua Jesse & Midas 104 erschien im August 2014 seine EP Fortune Cookie auf dem Berliner Label dantze von Philip Bader und Niconé.
Im Januar 2015 begann mit der EP The Man Who Drank The Universe der kick-off für das eigene Label Metanoia.

## Diskografie

### Alben
- 2021: Sinus Interludes (Metanoia)
- 2022: Live in New York (Betonstrand)[4]

### EPs und Singles
- 2011: Nightbells (More or Less)
- 2012: Bliss / Gone (Haseland Magnetschallplatten)
- 2012: coss & Stiggsen – Huna (International Records Recordings)
- 2012: Basement (Groove On Records)
- 2014: Fortune Cookie (dantze)
- 2014: Plátano y Papaya (Da Way)
- 2015: The Man Who Drank The Universe (Metanoia)
- 2015: Mean / Sala Navarro (Metanoia)
- 2015: Chacruna (Metanoia)
- 2015: Shift I - II (Metanoia)
- 2016: Mana (Metanoia)
- 2017: Forbidden Orchard (Metanoia)
- 2019: coss, iorie, Luca Musto – Meze EP (Akumandra)
- 2019: Water Entity (Metanoia)
- 2020: One of Nowhere (Metanoia)
- 2020: coss & iorie – Yin & Yang (mimoton)
- 2020: Casual International EP (Heimlich Musik)
- 2020: Lack of Resistance (Serafin Audio Imprint)
- 2021: Sarani (mimoton)
- 2022: Ginkgo (Metanoia)

### Remixe
- 2012: Anders Wasserfall – Evoluz (coss & Stiggsen Version) (Haseland Magnetschallplatten)
- 2013: C.Love and Jacqueline Sauvage – Este Ritmo (coss Version) (Aipotu)
- 2014: Joshua Jesse & Midas 104 – Sleepwalker (coss Remix) (dantze)
- 2015: Autotune (Musikprojekt) – Baby (coss Remix) (dantze)